# Ricardo Alós
Ricardo Alós (11. října 1931 Moncada – 14. ledna 2024), byl španělský fotbalista, útočník. V roce 1958 byl nejlepším střelcem španělské fotbalové ligy.

## Fotbalová kariéra
Začínal ve druhé španělské lize v rezervním týmu Valencia CF - Valencia CF Mestalla. V roce 1958 hrál Segunda División za Sporting de Gijón a byl nejlepším střelcem soutěže. Od roku 1957 hrál za Valencia CF a hned ve své první ligové sezóně se stal nejlepším střelcem ligy, spolu s si Stéfanem a Badenesem. Po třech ligových sezónách ve Valencii odešel do druholigového týmu Real Murcia. Kariéru zakončil v klubu Ontinyent CF.

## Ligová bilance
| Ročník                     | Zápasy | Góly | Klub                 |
| -------------------------- | ------ | ---- | -------------------- |
| Segunda División 1951/1952 | -      | -    | Valencia CF Mestalla |
| Segunda División 1952/1953 | 5      | 4    | Valencia CF Mestalla |
| Segunda División 1953/1954 | 26     | 6    | Valencia CF Mestalla |
| Segunda División 1955/1956 | 28     | 10   | Valencia CF Mestalla |
| Segunda División 1956/1957 | 34     | 46   | Sporting de Gijón    |
| Primera División 1957/1958 | 29     | 19   | Valencia CF          |
| Primera División 1958/1959 | 9      | 5    | Valencia CF          |
| Primera División 1959/1960 | 3      | 0    | Valencia CF          |
| Segunda División 1960/1961 | 12     | 2    | Real Murcia          |
| Segunda División 1961/1962 | 4      | 1    | Real Murcia          |
| Segunda División 1962/1963 | 0      | 0    | Real Murcia          |
| CELKEM Primera División    | 41     | 24   |                      |